# Зіґмар Ґутцайт
Зіґмар Ґутцайт, або Зігмар Гутцайт (нім. Siegmar Gutzeit; нар. 25 березня 1952, Белен, Саксонія) — східнонімецький фехтувальник.
Був членом збірної Східної Німеччини з фехтування на рапірах. У 1979 і 1980 роках посідав друге місце на чемпіонатах Східної Німеччини і третє місце в 1978 році. Виступав за команду спортивного клубу «Айнгайт» із Дрездена (нім. SC Einheit Dresden), у складі якої вигравав першості НДР серед команд у 1975–1977 та 1979 роках.
Брав участь в Олімпійських іграх 1980 року Москві, де у складі команди НДР виборов 4-е місце.